# ヴェガス・ロバイナ
ヴェガス・ロバイナ（Vegas Robaina）は、キューバの国営たばこ会社であるハバノスSAより、キューバで生産された高級葉巻ブランドの名前である。

## 歴史

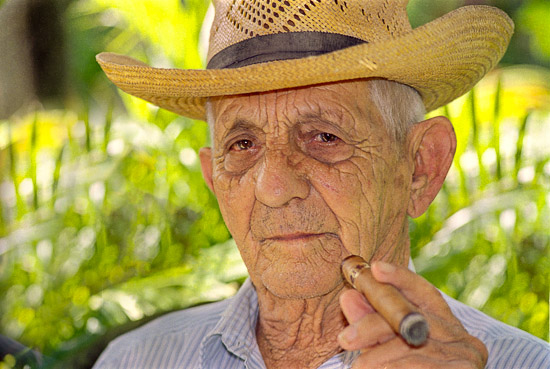
アレハンドロ・ロバイナ

アレハンドロ・ロバイナ（Alejandro Robaina）は、有名なキューバのブエルタ・アバホで最高のタバコ農家の1人として、世界中の葉巻愛好家に有名であった。毎年、ドン・アレハンドロのタバコ収穫量の80%がキューバ葉巻のラッパー・リーフとして使用するのに適していると判断された (他のプランテーションでは約35%にすぎない)。1997年、Habanos SAは、彼の有名な農地の名前を冠した葉巻の新しいラインを発売することで、彼を称えた。ハバナの旧H. アップマン工場で製造されたヴェガス・ロバイナの葉巻は、葉巻愛好家の間で急速に人気を博している。
ドン・アレハンドロは、彼自身がキューバ葉巻の世界で有名人になり、キューバの多くの愛好家や観光客がブエルタ・アバホのサン・ルイス地方にある彼の農場に集まり、彼自身に会い、彼のタバコ、ヴェガスを見た。
ドン・アレハンドロは、2009年に癌と診断された後、2010年4月17日にこの世を去った。

## ヴェガス・ロバイナのビトラ
Vegas Robaina ブランド内のビトラ・デ・サリダ (商用ビトラ) の次のリストは、インペリアル (およびメトリック) でのサイズとリング・ゲージ、ビトラ・デ・ガレラ (工場ビトラ)、およびアメリカの葉巻スラングでの一般名を示している。
ビトラ
- クラシコ - 6½" × 42 (165 × 16.67 mm)、セルバンテス、ロンズデール [販売終了]
- ドン・アレハンドロ - 7⅝インチ × 49 (194 × 19.45 mm)、プロミネンテ、ダブルコロナ
- ファミリア - 5⅝インチ × 42 (143 × 16.67 mm)、コロナ、コロナ
- ファモソ - 5インチ × 48 (127 × 19.05 mm), Hermoso No. 4, コロナエキストラ
- ウニコ - 6⅛" × 52 (156 × 20.64 mm)、ピラミデ、ピラミッド

## 参照
- 葉巻